# Patrick Leroux
Pour les articles homonymes, voir Leroux.
Patrick Leroux est un dramaturge franco-ontarien né le 22 septembre 1971..

## Biographie
Patrick Leroux fait son baccalauréat en littérature française et théâtre à l'Université d'Ottawa. Il fonde avec un groupe de jeunes artistes le Théâtre la Catapulte à Ottawa en 1992. Il est cofondateur de la Nouvelle scène à Ottawa. Il complète un DEA en théâtre à Paris, un DESS en gestion des arts à l'École des Hautes études commerciales de Montréal et un doctorat en théâtre de l'Université Sorbonne-Nouvelle - Paris 3. Il est professeur titulaire aux départements d’anglais et d’études françaises à l'Université Concordia.  

## Thématique et esthétique
Les pièces de Patrick Leroux manifestent un éclatement des formes théâtrales. Ses écrits abordent des questions davantage métaphysiques qu'identitaires. Dans Se taire (2010), Alexandra, qui a le don de clairvoyance, revient dans son village après seize ans d'exil et, maintenant silencieuse, trouble tout autant la communauté locale.  

## Œuvres

### Théâtre
- 1994 : Le Beau Prince d’Orange, Auteurs dramatiques en ligne
- 1996 : Milford Haven 38, volume i,  Dramaturges éditeurs
- 1996 : Implosions (Dialogue, La Litière, Rappel), Le Nordir
- 1999 : Contes urbains : Ottawa, collectif sous la direction de Patrick Leroux, Le Nordir
- 1999 : Contes d’appartenance, collectif sous la direction de Patrick Leroux, Éditions Prise de parole
- 2003 : Le rêve totalitaire de Dieu l’amibe, Le Nordir
- 2004 : Antoinette et les humains (ou La vache d’Antoine), Auteurs dramatiques en ligne
- 2004 : Ressusciter, Montréal, Auteurs dramatiques en ligne
- 2006 : Tom Pouce, version fin de siècle, Le Nordir
- 2009 : Ludwig & Mae (comprend les pièces suivantes : Embedded, Apocalypse et Resurrection), traduction anglaise de Shelley Tepperman et Ellen Warkenten, Talonbooks,
- 2009 : Everything is True!, Delirium Press
- 2010 : Se taire, Éditions Prise de parole,  (ISBN 978-2-89423-251-4)
- Rappel[1]